# Le Lion de mer
Pour l’article homonyme, voir Lion de mer.
Le Lion de mer est un îlot rocheux, composé de rochers roux (porphyre), situé dans la baie de Saint-Raphaël.
Une Vierge trône sur le sommet de l'île et la pointe est occupée par des installations techniques d'un phare.
Le site est également un spot de plongée reconnu. On y trouve notamment une voûte tapissée de coraux en fleur. Deux statues agrémentent la sortie du passage de l'arche : la Vierge et la Sirène. La sirène est une œuvre de Gaston Cadenat, déposée par le Centre national des arts plastiques auprès de la ville de Fréjus en 1951, ornant alors une fontaine publique. Vandalisée, elle fut immergée en 1976, sans en avertir le centre national.
Il se situe à proximité d'un autre îlot rocheux appelé le Lion de terre.